# 贾文先
贾文先（1941年—），河北丰南人，中国人民解放军将领、中国人民解放军中将。 
1998年，授予中国人民解放军中将，曾任第二炮兵副政治委员。 